# Miles in Berlin
Miles in Berlin è un album live del musicista jazz Miles Davis, registrato il 25 settembre 1964 con il suo quintetto alla Philharmonie di Berlino, in Germania.
Originariamente destinato al solo mercato europeo, il disco venne pubblicato negli Stati Uniti solo nel 2005 in formato CD con l'aggiunta di un brano in più.

## Tracce

### LP originale
Lato 1
1. Milestones (Miles Davis) – 7:56
2. Autumn Leaves (Joseph Kosma, Jacques Prévert, Johnny Mercer) – 12:46

Lato 2
1. So What (Miles Davis) – 10:38
2. Walkin' (Richard H. Carpenter) – 10:36
3. Theme (Miles Davis) – 1:48

### Riedizione in CD(COL 519507 2, 2005)
1. Milestones (Miles Davis) – 8:57
2. Autumn Leaves (Joseph Kosma, Jacques Prévert, Johnny Mercer) – 12:37
3. So What (Miles Davis) – 10:27
4. Stella by Starlight (Victor Young, Ned Washington) - 12:53
5. Walkin' (Richard H. Carpenter) – 10:39
6. Go-Go [Theme] and Announcement (Miles Davis) – 1:44

## Formazione
- Miles Davis – tromba
- Wayne Shorter – sax tenore
- Herbie Hancock – pianoforte
- Ron Carter – contrabbasso
- Tony Williams – batteria

## Produzione
- Produttore originale - Rudy Wolpert
- Registrazione - SFB RACIO, Berlino
- Fotografia di copertina - Rudy Wolpert
- Produttore ristampa - Michael Cuscuna e Bob Belden
- Rimasterizzazione - Mark Wilder ai Sony Music Studios, New York, NY.